# 世上最美麗的離別 (1996年電視劇)
《世上最美麗的離別》（韓語：세상에서 가장 아름다운 이별），為韓國MBC於1996年12月2日起播出的月火連續劇，由《韓志奉三家族》朴鍾導演執導與《世莉和秀芝》盧熙京作家合作打造。此劇講述一位平凡的母親在人生的最後時光裡，與家人重歸於好享受最後親情的感人故事。在這劇播出之後，韓國國內迴響極大，並在1997年的百想藝術大獎中取得大獎及作品獎的電視劇最高榮譽。

## 製作背景

### 小說《世上最美麗的離別》
此劇改編自盧熙京作家的同名小說《世上最美麗的離別》，她當時為了懷念因癌症逝世的母親而寫下這本小說。盧熙京作家的母親在發現患癌前，在家裡被家人呼呼喝喝，家人總是帶給盧作家的母親無窮的麻煩。她的婆婆總是向她咆哮地要求她盡快將粥煮好、任職醫生的丈夫也不願為她看病，只是叫她在家吃藥，間接地拒絕了她希望到醫院求診的願望、弟弟則沉迷賭博、兒子更學業不成，連年重考失敗。當盧作家的母親正式被醫生宣判患上子宮頸癌時，家裡每個成員皆備受震撼，從而珍惜與她相處的最後三個月，並改過舊日的錯處。

### 改編為電視劇
1996年末，MBC電視台邀請盧熙京作家將她的小說改編為電視劇。當時，盧熙京作家只是剛出道一年的新人作家，其作品只有兩套在MBC最佳劇院（單集特輯劇）時段播映的《媽媽的梔子花》與《世莉和秀芝》。這劇於同年12月在MBC月火連續劇時段播出，亦是只有4集的特輯劇。在播出期間，此劇雖然只有短短4集，但演員的對白細緻、環環相扣，且情節感人，獲得了國內的巨大反響，並令盧熙京作家一舉成名。

## 演員陣容
| 演員   | 角色   | 介紹 |
| 羅文姬 | 金仁熙 | 在家裡備受呼喝，家裡每個人都為她的生活帶來煩惱，當自己偶然發現患上子宮頸癌、生命只剩下三個月後，一切都改變了。 |
| 朱鉉   | 鄭哲   | 仁熙的丈夫，在醫院裏擔任醫生，並不體諒其妻的辛勞。                                                             |
| 金英玉 | 奶奶   | 鄭哲的母親、仁熙的婆婆，老是對她呼喝，要求她為自己準備膳食。                                                   |
| 李敏英 | 鄭妍秀 | 仁熙和鄭哲的女兒，一個有婦之夫的第三者，為了與情人幽會而不與母親吃一頓她期待已久的午餐。                       |
| 李宗秀 | 鄭正秀 | 仁熙和鄭哲的兒子，多次推託母親教她用電腦的請求。                                                               |
| 孟床訓 | 金根德 | 仁熙的弟弟，沉迷賭博，為他的妻子帶來潦倒的生活。                                                               |
| 朴順天 | 申善愛 | 根德的妻子。                                                                                                   |
| 宋在浩 | 鄭博士 | 鄭哲的同事。                                                                                                   |
| 金東柱 | 尹博士 | 鄭哲的同事。                                                                                                   |
| 金應錫 | 英錫   | |
| 鄭俊鎬 | 仁哲   | |

## 同時段作品

### 同時段競爭作品
- KBS2 月火連續劇：《風景與妻子（朝鲜语：아내가 있는 풍경）》
- SBS 月火連續劇：《鮭魚回來時（朝鲜语：연어가 돌아올 때）》

## 記事
- MBC因應觀眾的要求，於1996年12月25日將此劇連續四小時重播。[5]
- 此劇曾在2010年被改編成畫劇演出、2011年被改編成同名電影（朝鲜语：세상에서 가장 아름다운 이별 (영화)）及2017年被重製為同名電視劇播出。

## 獎項
- 1997年：韓國放送委員會－「本月最佳節目」獎
- 1997年：第33屆百想藝術大獎－大獎、作品獎
- 1997年：韓國放送委員會大獎－最優秀獎

## 腳註
1. ↑  影評：『世上最美麗的離別』生命中那不完美的完美結局有雷慎入 （页面存档备份，存于），Szu Yin Music，2015-11-06
2. ↑  白露閱讀：世上最美的離別 （页面存档备份，存于），閱讀人生筆記，2014-09-20
3. ↑  세상에서가장아름다운이별(1996,mbc특집드라마) 명장면 （页面存档备份，存于），야바구，2009-10-17
4. ↑  韓片《世上最美的離別》曝海報 4月映 （页面存档备份，存于），王朝網路，2011
5. ↑  암투병주부 가족사랑 그린 '세상...' 재방송，한겨레，1996-12-16

| MBC 特別月火劇                                 | MBC 特別月火劇                                     | MBC 特別月火劇 |
| ---------------------------------------------- | -------------------------------------------------- | -------------- |
|                                                | 世上最美麗的離別 （1996年12月2日 - 1996年12月3日） |                |
| 華麗的假期 （1996年10月28日 - 1996年11月26日） | 七個勺子 （1996年12月9日 - 1996年12月24日）        |                |

| MBC 特輯電視劇                                   | MBC 特輯電視劇                                     | MBC 特輯電視劇 |
| ------------------------------------------------ | -------------------------------------------------- | -------------- |
|                                                  | 世上最美麗的離別 （1996年12月2日 - 1996年12月3日） |                |
| 坐在河邊哭泣 （1996年10月16日 - 1996年10月17日） | 1961年生 （1996年12月6日）                         |                |